# Adulterazione
L'adulterazione di un alimento consiste nella variazione illecita e fraudolenta della composizione di un prodotto alimentare. Esempi eclatanti sono l'adulterazione del vino, ossia l'aggiunta di altre sostanze per variarne le proprietà organolettiche (famoso è stato il caso dello scandalo del vino al metanolo) e dell'olio d'oliva misto ad olio di semi che viene spacciato sul mercato come olio d'oliva al 100%. Nel caso del vino, la sofisticazione può avvenire con l'aggiunta di zucchero al mosto oppure aggiungendo  acido solforico per aumentare il grado alcolico del prodotto.